# Conseil supérieur de la Vendée
Le Conseil supérieur de la Vendée est l'organe d'administration provisoire des territoires insurgés en Vendée militaire pendant l'été 1793.

## Historique
Créé sous la forme d'un petit comité dans la foulée de la prise de Fontenay-le-Comte par les Vendéens le 25 mai, élargi à la suite de la victoire de Saumur le 9 juin et installé à Châtillon-sur-Sèvre, le conseil est composé d'une vingtaine de membres dont une forte proportion de juristes. Originellement associé au Conseil militaire, il en est séparé le 4 septembre afin de faire cesser les ingérences des responsables civils et religieux dans les affaires militaires.
Le Conseil supérieur de la Vendée est dissous de fait après le passage de la Loire consécutif à la défaite de Cholet du 17 octobre.

## Décisions
Le 8 juin, le conseil interdit l'utilisation des assignats républicains. Le 11 juillet, il annule les ventes de biens nationaux.
Il rédige par ailleurs un règlement général sur l'ordre judiciaire et établit dans chaque chef-lieu d'arrondissement du pays conquis un siège royal provisoire de justice formé d'un sénéchal ou bailli, d'un procureur du Roi et d'un greffier.
Sous sa direction immédiate, il installe dans chaque commune un conseil secondaire chargé des détails de l'administration locale, de la transmission des divers ordres et des distributions de vivres et de munitions aux soldats.

## Composition
Le conseil a pour président Guyot, pour vice-président des Essarts, pour secrétaire général Jagault et pour responsable du bureau des dépêches un certain Barré. Le procureur général du Roi se nomme Carrière. 
Il comprend en outre Bodi, Michelin, Boutillier, La Rochefoucauld, Bourasseau, Lyrot, La Robrie, Coudraye, Thomas, Paillou, Le Maignan, Le Noir, Duplessis, Gendron et deux ecclésiastiques : les grands vicaires Bernier et Brin,.